# Johannes Rothenberger
Johannes Rothenberger (* 7. August 1980 in Oberkirch) ist ein deutscher Politiker (CDU) und Rechtsanwalt. Er ist seit 2025 Mitglied des Deutschen Bundestages.

## Leben
Rothenberger leistete nach dem Abitur Zivildienst im Pflegedienst des Deutschen Roten Kreuzes in Offenburg. Danach studierte er Politik- und Rechtswissenschaften an der Albert-Ludwigs-Universität Freiburg und erreichte Abschlüsse als Volljurist sowie den Magister artium in Politikwissenschaft.
Nach dem Studium arbeitete er zunächst im Rathaus und im Notariat in Offenburg, seit 2019 ist er zugelassener Rechtsanwalt.
Bei der vorgezogenen Bundestagswahl 2025 erreicht er im Bundestagswahlkreis Offenburg 38,2 Prozent der Erststimmen und gewann so das Direktmandat. Er tritt die Nachfolge des 2023 verstorbenen Wolfgang Schäuble an.
Johannes Rothenberger ist Mitglied der überparteilichen Europa-Union Deutschland, die sich für ein föderales Europa und den europäischen Einigungsprozess einsetzt.